# Donja Vrućica
Donja Vrućica is een plaats in de gemeente Trpanj in de Kroatische provincie Dubrovnik-Neretva. De plaats telt 48 inwoners (2001).